# Michael Slovis
Michael Slovis (Plainfield, Nova Jérsia) é um argumentista, director de fotografia e director de televisão norte-americano.

## Carreira
Slovis iniciou sua carreira em 1981. Em 1995, tornou-se em cinematografista, fotografando os filmes Party Girl (1995), Halloweentown (1998), The Thirteenth Year (1999), Ready to Run (2000), Half Past Dead (2002).